# Liste over truede fugle
- Arter uddød i vild tilstand (EW): 5 arter
- Kritisk truede fugle (CR): 223 arter
- Truede (EN): 460 arter
- Sårbare (VU): 798 arter
- Næsten truet (NT): 1.001 arter
- Ikke truet (LC): 8.460 arter
- Utilstrækkelige data (DD): 52 arter

- 10.999  arter er blevet  evalueret
- 10.947 af dem er fuldt vurderet [a]
- 9.461 er ikke truet nu[b]
- 1.481 til 1.533 er truet[c]
- 164 til 183 uddøde:
  - 159 uddøde (EX) arter[d]
  - 5 uddød i vild tilstand (EW)
  - 19 formodes uddøde [CR(PE)]

1. ↑  ekskluderer evalueringer med Utilstrækkelige data (DD).
2. ↑  NT og LC.
3. ↑  Truet omfatter CR, EN og VU. Det højeste  estimat medregner DD (Utilstrækkelige data).
4. ↑  Diagrammet udelader uddøde (EX) arter

Listen over truede fuglearter fra Den Internationale Union for Bevarelse af Naturen (IUCN) omfattede i december 2020 460 truede fuglearter. 4% af alle evaluerede fuglearter er opført som truede. Ingen underpopulationer af fugle er blevet evalueret af IUCN.
For at en art kan betragtes som truet af IUCN, skal den opfylde visse kvantitative kriterier, der er udviklet til at klassificere arter der står over for "en meget høj risiko for udryddelse." Arter med en endnu højere risiko står på listen over kritisk truede arter, der opfylder de kvantitative kriterier for truede arter. Kritisk truede fugle er anført separat. Samlet er der er 683 fuglearter, der er truede eller kritisk truede.
Derudover er 53 fuglearter (0,48% af de evaluerede) hvor data er angivet som mangelfuld, hvilket betyder, at der ikke er tilstrækkelig information til en fuldstændig vurdering af bevaringsstatus. Da disse arter typisk har små fordelinger og /eller populationer, er de iboende sandsynligt truet ifølge IUCN. Mens kategorien af data mangler indikerer, at der ikke er foretaget nogen vurdering af udryddelsesrisiko for arterne, bemærker IUCN, at det kan være hensigtsmæssigt at give dem "den samme grad af opmærksomhed som truede arter, i det mindste indtil deres status kan vurderes."
Dette er en komplet liste over truede fuglearter evalueret af IUCN.

## Pingviner
- Rødfodet springpingvin (Eudyptes moseleyi)
- Guldtoppet pingvin (Eudyptes sclateri)
- Guløjet pingvin (Megadyptes antipodes)
- Brillepingvin (Spheniscus demersus)
- Galapagospingvin (Spheniscus mendiculus)

## Stormfugle(Procellariiformes)
(skråper og albatrosser)
- Amsterdam-albatros (Diomedea amsterdamensis)
- Antipodean albatross (Diomedea antipodensis)
- Nordlig kongealbatros (Diomedea sanfordi)
- Hvidstrubet stormsvale (Nesofregetta fuliginosa)
- Askestormsvale (Oceanodroma homochroa)
- Socorrostormsvale (Oceanodroma socorroensis)
- Skt. Paul-hvalfugl (Pachyptila macgillivrayi)
- Mørk sodalbatros (Phoebetria fusca)
- Westlandskråpe (Procellaria westlandica)
- Phoenixpetrel (Pterodroma alba)
- Hendersonpetrel (Pterodroma atrata)
- Réunionpetrel (Pterodroma baraui)
- Bermudapetrel (Pterodroma cahow)
- Cariberpetrel (Pterodroma hasitata)
- Hvidbuget petrel (Pterodroma incerta)
- Madeirapetrel (Pterodroma madeira)
- Hawaiipetrel (Pterodroma sandwichensis)
- Boninskråpe (Puffinus bannermani)
- Bjergskråpe (Puffinus huttoni)
- Thalassarche carteri intet dansk navn, (på engelsk: Indian yellow-nosed albatross)
- Gulnæbbet albatros (Thalassarche chlororhynchos)
- Gråhovedet albatros (Thalassarche chrysostoma)

## Tranefugle(Gruiformes)
- Grå krontrane (Balearica regulorum)
- Trompetértrane (Grus americana)
- Japansk trane (Grus japonensis)
- Talaudrikse (Gymnocrex talaudensis)
- Asiatisk svømmerikse (Heliopais personatus)
- Okinawarikse (Hypotaenidia okinawae)
- Lord Howe-skovrikse (Hypotaenidia sylvestris)
- Juníndværgrikse (Laterallus tuerosi)
- Takahe (Porphyrio hochstetteri)
- (Psophia dextralis) intet dansk navn, Olive-winged trumpeter på engelsk
- Bogotárikse (Rallus semiplumbeus)
- Venezuelarikse (Rallus wetmorei)
- Brunbuget dunhale (Sarothrura watersi)
- Sakalavarørhøne (Zapornia olivieri)

## Papegøjer(Psittaciformes)
Der er 41 arter af papegøjer der er angivet som truede.

### Uglepapegøjer( Strigopidae)
- Kaka (Nestor meridionalis)
- Kea (Nestor notabilis)

### Kakaduer(Cacatuidae)
- Hvidtoppet kakadu (Cacatua alba)
- Hvidhalet ravnekakadu (Zanda baudinii)
- Smalnæbbet ravnekakadu (Zanda latirostris)

### Egentlige papegøjer(Psittacidae)
- Sortnæbbet amazone (Amazona agilis)
- Gulnakket amazone (Amazona auropalliata)
- Lillakronet amazone (Amazona finschi)
- Gulhovedet amazone (Amazona oratrix)
- Vinrød amazone (Amazona vinacea)
- Grønkindet amazone (Amazona viridigenalis)
- Indigoara (Anodorhynchus leari)
- Solparakit (Aratinga solstitialis)
- Ildvinget parakit (Brotogeris pyrrhoptera)
- Chathamparakit (Cyanoramphus forbesi)
- Rødkindet figenpapegøje (Cyclopsitta diophthalma coxeni)
- Diademlori (Eos histrio)
- Ambonlori (Lorius domicella)
- Natparakit (Pezoporus occidentalis)
- Orangekronet korthalepapegøje (Pionites leucogaster)
- Grøn Spatelhalepapegøje (Prioniturus luconensis)
- Guldskuldret sangparakit (Psephotellus chrysopterygius)
- Mauritius-alexanderparakit (Psittacula eques)
- Grå jaco (Psittacus erithacus)
- (Psittacus timneh) intet dansk navn
- Pyrrhura amazonum  intet dansk navn
- Perijáconure (Pyrrhura caeruleiceps)
- Azueroconure (Pyrrhura eisenmanni)
- El Oro-conure (Pyrrhura orcesi)
- Goiásconure (Pyrrhura pfrimeri)
- Santa Marta-conure (Pyrrhura viridicata)
- Araparakit (Rhynchopsitta pachyrhyncha)
- Brunpandet araparakit (Rhynchopsitta terrisi)
- Rødbrystet lori (Trichoglossus forsteni)
- Rubinlori (Vini kuhlii)

## Storke(Ciconiiformes)
- Manchurerstork (Ciconia boyciana)
- Sundastork (Ciconia stormi)
- Adjudant (Leptoptilos dubius)
- Mangrovestork (Mycteria cinerea)

## Sulefugle(Suliformes)
- Kapsule (Morus capensis)
- Juleø-sule (Papasula abbotti)
- Kapskarv (Phalacrocorax capensis)
- Pittskarv (Phalacrocorax featherstoni)
- Kystskarv (Phalacrocorax neglectus)

## Duer(Columbiformes)
- Palaupurpurdue (Alopecoenas canifrons)
- Wetarpurpurdue (Alopecoenas hoedtii)
- Carolinerpurpurdue (Alopecoenas kubaryi)
- Marquesaspurpurdue (Alopecoenas rubescens)
- Santa Cruz-purpurdue (Alopecoenas sanctaecrucis)
- São Tomé-due (Columba thomensis)
- Polynesisk Kejserdue (Ducula aurorae)
- Marquesaskejserdue (Ducula galeata)
- Mindorokejserdue (Ducula mindorensis)
- Hispaniolavagteldue (Geotrygon leucometopia)
- Colombiansk Vagteldue (Geotrygon purpurata)
- Tolimajorddue (Leptotila conoveri)
- Otidiphaps insularis intet dansk navn (norsk: Fasandue)
- Bjergbrundue (Phapitreron cinereiceps)
- Ptilinopus chrysogaster  intet dansk navn
- Marianerfrugtdue (Ptilinopus roseicapilla)
- Cubadue (Starnoenas cyanocephala)
- Comorer-papegøjedue (Treron griveaudi)
- Timorpapegøjedue (Treron psittaceus)
- São Tomé-papegøjedue (Treron sanctithomae)
- Tuxtlavagteldue (Zentrygon carrikeri)

## Pelikanfugle(Pelecaniformes)
- Askehejre (Ardea humbloti)
- Hvid Rishejre (Ardeola idae)
- Australsk rørdrum (Botaurus poiciloptilus)
- Eremitibis (Geronticus eremita)
- Hvidøret nathejre (Gorsachius magnificus)
- Japansk ibis (Nipponia nippon)
- Lille skestork (Platalea minor)
- Madagaskaribis (Threskiornis bernieri)

## Hønsefugle(Galliformes)
- Waigeutallegalla (Aepypodius bruijnii)
- Sichuanskovhøne (Arborophila rufipectus)
- Lille salviehøne (Centrocercus minimus)
- Rødnæbbet hokko (Crax blumenbachii)
- Gullappet hokko (Crax globulosa)
- Hammerhøne (Macrocephalon maleo)
- Mikronesisk Buskhøne (Megapodius laperouse)
- Hornhokko (Oreophasis derbianus)
- Pauxi pauxi (Pauxi pauxi)
- Grøn påfugl (Pavo muticus)
- Hvidvinget penelopehøne (Penelope albipennis)
- Chocópenelopehøne (Penelope ortoni)
- Caucapenelopehøne (Penelope perspicax)
- Manipurbuskvagtel (Perdicula manipurensis)
- Sortpandet fløjtehøne (Pipile jacutinga)
- Hainan påfuglefasan (Polyplectron katsumatae)
- Borneopåfuglefasan (Polyplectron schleiermacheri)
- Mendebo bjergfrankolin (Pternistis atrifrons)
- Camerounbjergfrankolin (Pternistis camerunensis)
- Angolabjergfrankolin (Pternistis swierstrai)
- Topargus (Rheinardia ocellata)
- Udzungwaskovhøne (Xenoperdix udzungwensis)

## Næsehornsfugle(Bucerotiformes)
- Hvidhovedet rynkenæb (Berenicornis comatus)
- Mindorohornfugl (Penelopides mindorensis)
- Panayhornfugl (Penelopides panini)
- Rynkenæb (Rhabdotorrhinus corrugatus)
- Sumbarynkenæb (Rhyticeros everetti)
- Narcondamrynkenæb (Rhyticeros narcondami)

## Rovfugle(Accipitriformes)
- Cubaduehøg (Accipiter gundlachi)
- Steppeørn (Aquila nipalensis)
- Toppet eremitørn (Buteogallus coronatus)
- Madagaskarrørhøg (Circus macrosceles)
- Réunionrørhøg (Circus maillardi)
- Sort kærhøg (Circus maurus)
- Madagaskarslangehøg (Eutriorchis astur)
- Kapgrib (Gyps coprotheres)
- Hvidhalet bazavåge (Leptodon forbesi)
- Ådselgrib (Neophron percnopterus)
- Javahøgeørn (Nisaetus bartelsi)
- Filippinsk høgeørn (Nisaetus philippensis)

Nisaetus pinskeri  intet dansk navn
- Kampørn (Polemaetus bellicosus)
- Sodrygget våge (Pseudastur occidentalis)
- Andesørn (Spizaetus isidori)
- Gøglerørn (Terathopius ecaudatus)
- Øregrib (Torgos tracheliotos)

## Andefugle(Anseriformes)
- Madagaskarkrikand (Anas bernieri)
- Madagaskarand (Anas melleri)
- Hawaiiand (Anas wyvilliana)
- Hvidvinget skovand (Asarcornis scutulata)
- Newzealandsk strømand (Hymenolaimus malacorhynchos)
- Amurskallesluger (Mergus squamatus)
- Hvidhovedet Skarveand (Oxyura leucocephala)

## Ugle-ordenen(Strigiformes)
- Stor fiskeugle (Bubo blakistoni)
- Skovkirkeugle (Heteroglaux blewitti)
- Ninox leventisi  intet dansk navn (Camiguin Hawk-Owl på engelsk)
- Ninox rumseyi, intet dansk navn (på engelsk:Cebu hawk-owl)
- Mindorohøgeugle (Ninox spilonotus)
- Lille sumbahøgeugle (Ninox sumbaensis)
- Floresdværghornugle (Otus alfredi)
- Anjouandværghornugle (Otus capnodes)
- Seycheller-dværghornugle (Otus insularis)
- Sokokedværghornugle (Otus ireneae)
- Mohélidværghornugle (Otus moheliensis)
- Comorerdværghornugle (Otus pauliani)
- Sri Lanka-dværghornugle (Otus thilohoffmanni)
- Itombwemaskeugle (Phodilus prigoginei)

## Mågevadefugle-ordenen(Charadriiformes)
- Madagaskarbladhøne (Actophilornis albinucha)
- Marmordværgalk (Brachyramphus marmoratus)
- Storryle (Calidris tenuirostris)
- Maoriterne (Chlidonias albostriatus)
- Chathamstrandskade (Haematopus chathamensis)
- Østspove (Numenius madagascariensis)
- Tuamotuklire (Prosobonia parvirostris)
- Indisk Saksnæb (Rynchops albicollis)
- Rostratula australis  intet dansk navn, (engelsk: Australian painted-snipe
- Molukskovsneppe (Scolopax rochussenii)
- Sortbuget terne (Sterna acuticauda)
- Peruterne (Sternula lorata)
- Brun dværgalk (Synthliboramphus hypoleucus)
- Chathambrokfugl (Thinornis novaeseelandiae)
- Sakhalinklire (Tringa guttifer)
- Hottentotløbehøne (Turnix hottentottus)
- Olivenbrystet løbehøne (Turnix olivii)

## Spurvefugle(Passeriformes)

### Pittaer(Pittidae)
- Erythropitta caeruleitorques, intet dansk navn (engelsk: Sangihe pitta)
- Erythropitta palliceps  intet dansk navn, (engelsk: Siau pitta)
- Manuspitta (Pitta superba)

### Kotingaer(Cotingidae)
- Gulnæbbet Snekotinga (Carpodectes antoniae)
- Fregatparasolfugl (Cephalopterus glabricollis)
- Palkachupakotinga(Apolo cotinga)

### Tyranfluesnappere(Tyrannidae)
- Gråbrystet mejsetyran (Anairetes alpinus)
- Santa Marta-busktyran (Myiotheretes pernix)
- Sucretyrannulet (Phyllomyias urichi)
- Bahiatyrannulet (Phylloscartes beckeri)
- Antioquiabørstetyran (Phylloscartes lanyoni)
- Minas Gerais-tyrannulet (Phylloscartes roquettei)
- Rødhættet todityran (Poecilotriccus luluae)
- Kæmpekongetyran (Tyrannus cubensis)

### Myrefugle(Thamnophilidae)
- Bådnæbsmyrefugl (Clytoctantes alixii)
- Gulgumpet myresmutte (Euchrepomis sharpei)
- Rødrygget myresmutte (Formicivora erythronotos)
- Restingamyresmutte (Formicivora littoralis)
- Formicivora grantsaui intet dansk navn (engelsk: Sincora antwren)
- Askestrubet myresmutte (Herpsilochmus parkeri)
- Brunhalet myrefugl (Myrmeciza ruficauda)
- Skælrygget ildøje (Pyriglena atra)
- Stor Ildøje (Rhopornis ardesiacus)

### Tapaculoer(Rhinocryptidae)
- Bahiatapaculo (Eleoscytalopus psychopompus)
- Vestlig Páramotapaculo (Scytalopus canus)
- Diamantina-tapaculo (Scytalopus diamantinensis)
- Bahiatapaculo (Scytalopus gonzagai)
- Sivtapaculo (Scytalopus iraiensis)
- Brasiliatapaculo (Scytalopus novacapitalis)
- Ecuadortapaculo (Scytalopus robbinsi)
- Magdalenatapaculo (Scytalopus rodriguezi)

### Ovnfugle(Furnariidae)
- Perijábørstehale (Asthenes perijana)
- Automolus lammi intet dansk navn (engelsk: Pernambuco foliage-gleaner)
- Várzeaspidshale (Cranioleuca muelleri)
- Cuzcotrådhale (Leptasthenura xenothorax)
- Hvidstrubet Spidshale (Premnoplex tatei)
- Pernambucotrådhale (Synallaxis infuscata)
- Rustbuget Trådhale (Synallaxis zimmeri)
- Thripophaga amacurensis  intet dansk navn (engelsk: Delta Amacuro Softtail)

### Hjelm- og Busktornskader(Malaconotidae)
- Kupébusktornskade (Telophorus kupeensis)
- Gabela busktornskade (Laniarius amboimensis)
- Angolabusktornskade (Laniarius brauni)
- Uluguruskovtornskade (Malaconotus alius)

### Vangaer(Vangidae)
- Hjelmvanga (Euryceros prevostii)
- Sort vanga (Oriolia bernieri)
- Gabelahjelmtornskade (Prionops gabela)
- Hvidstrubet Vanga (Xenopirostris damii)

### Monarker(Monarchidae)
- Chasiempis ibidis intet dansk navn (engelsk: O'ahu ʻelepaio)
- Clytorhynchus sanctaecrucis  intet dansk navn (engelsk:Santa Cruz shrikebill)
- Trukmonark (Metabolus rugensis)
- Marquesasmonark (Pomarea mendozae)
- Biakmonark (Symposiachrus brehmii)
- Djampeamonark (Symposiachrus everetti)
- Floresmonark (Symposiachrus sacerdotum)

### Kragefugle(Corvidae)
- Floreskrage (Corvus florensis)
- Pica asirensis  intet dansk navn
- Hvidvinget kitta (Urocissa whiteheadi)
- Sidamokrage (Zavattariornis stresemanni)

### Lærker(Alaudidae)
- Lesotholærke (Heteromirafra ruddi)
- Warshikh-busklærke (Mirafra ashi)
- Rødnakket Busklærke (underart M. a. sharpii)
- Swasilærke (Spizocorys fringillaris)

### Cistussangere(Cisticolidae)
- Gulstrubet ringapalis (Apalis flavigularis)
- Namuli-ringapalis (Apalis lynesi)
- Langnæbbet skrædderfugl (subspecies Artisornis moreaui sousae)
- Sierra Leone-prinia (Schistolais leontica)

### Rørsangere(Acrocephalidae)
- Polynesisk sanger (Acrocephalus aequinoctialis)
- Basradrosselrørsanger (Acrocephalus griseldis)
- Gulbuget rørsanger (Acrocephalus sorghophilus)
- Pitcairnsanger (Acrocephalus vaughani)

### Brillefugle(Zosteropidae)
- Gylden brillefugl (Cleptornis marchei)
- Pragtkrattimaile (Dasycrotapha speciosa)
- Trukbrillefugl (Rukia ruki)
- Mikronesisk brillefugl (Zosterops conspicillatus)
- Figenbrillefugl (Zosterops ficedulinus)
- Javabrillefugl (Zosterops flavus)
- Gizobrillefugl (Zosterops luteirostris)
- Saipanbrillefugl (Zosterops saypani)
- Taitabrillefugl (Zosterops silvanus)
- Negroskrattimalie (Zosterornis nigrorum)

### Leiothrichidae
- Sumatraskadedrossel (Garrulax bicolor)
- Vietnamsibia (Crocias langbianis)
- Nilgiriskadedrossel (Montecincla cachinnans)
- Gråbrystet skadedrossel (Montecincla jerdoni)
- Grårygget skadedrossel (Trochalopteron ngoclinhense)
- Sorthovedet skadedrosse (Trochalopteron yersini)

### Fluesnappere(Muscicapidae)
- Cebushama (Copsychus cebuensis)
- Seychellerdayal (Copsychus sechellarum)
- Matinan-niltava (Cyornis sanfordi)
- Lompobattang fluesnapper (Ficedula bonthaina)
- Comorerfluesnapper (Humblotia flavirostris)
- Shensinattergal ([Luscinia ruficeps)
- Amber-stendrossel (Monticola sharpei erythronotus)
- Nilgiribambusdrossel (Myiomela major)
- Sri Lanka-fløjtedrossel (Myophonus blighi)
- Rubeho-akalat (Sheppardia aurantiithorax)
- Gabela-akalat (Sheppardia gabela)
- Usambaraakalat (Sheppardia montana)
- Hvidstrubet Junglefluesnapper (Rhinomyias albigularis)

### Væverfugle(Ploceidae)
- Aldabravæver (Foudia aldabrana)
- Mauritiusvæver (Foudia rubra)
- Golapragtvæver (Malimbus ballmanni)
- Rødbrystet Pragtvæver (Malimbus ibadanensis)
- Gulnakket Væver (Ploceus aureonucha)
- Bates Væver (Ploceus batesi)
- Sokokevæver (Ploceus golandi)
- Usambaravæver (Ploceus nicolli)

### Finker(Fringillidae)
- Gulstrubet Sisken (Serinus flavigula)
- Akiapolaau (Hemignathus munroi)
- Sort Fjeldfinke (Leucosticte atrata)
- Coloradofjeldfinke (Leucosticte australis)
- Somalitornirisk (Carduelis johannis)
- Hispaniolakorsnæb (Loxia megaplaga)
- Akepa (Loxops coccineus)
- Hawaiiklatrefinke (Oreomystis mana)
- Dværgklatrefinke (Paroreomyza montana)
- Kapucinersisken (Carduelis cucullata)

### Passerellidae(Familie af sangfugle)
- Ruststrubet spurv (Ammospiza caudacuta)
- Maskekratfinke (Atlapetes melanopsis)
- Lyshovedet kratfinke (Atlapetes pallidiceps)
- Guadeloupe-junco (Junco insularis)
- Gråkindet træspurv (Spizella wortheni)
- Sierra Madre-spurv (Xenospiza baileyi)

### Trupialer(Icteridae)
- Trefarvet stærling (Agelaius tricolor)
- Gulskuldret stærling (Agelaius xanthomus)
- Sankt Lucia-trupial (Icterus laudabilis)
- Colombiansk sortstær (Macroagelaius subalaris)
- Sorttrupial (Nesopsar nigerrimus)
- Baudo-oropendola (Psarocolius cassini)
- Gul stærling (Xanthopsar flavus)

### Amerikanske sangere(Parulidae)
- Gråhovedet tangarsanger (Basileuterus griseiceps)
- Fløjtesanger (Catharopeza bishopi)
- Pariahvidstjert (Myioborus pariae)
- Puerto Rico-sanger (Setophaga angelae)
- Setophaga flavescens  intet dansk navn (engelsk: Bahama warbler)
- Gyldenkindet Sanger (Dendroica chrysoparia)

### Tangarer(Thraupidae)
- Gyldenrygget bjergtangar (Buthraupis aureodorsalis)
- Broget keglenæbstangar (Conothraupis mesoleuca)
- Venezuelablomsterborer (Diglossa venezuelensis)
- Brunbrystet bjergtangar (Dubusia carrikeri)
- Grøn kardinal (Gubernatrix cristata)
- Skt. Lucia-finke (Melanospiza richardsoni)
- Grovnæbbet tristanfinke (Nesospiza wilkinsi)
- Bjergdansefinke (Poospiza alticola)
- Cochabamba-dansefinke (Poospiza garleppi)
- Sortøret dansefinke (Poospiza rubecula)
- Sporophila iberaensis  intet dansk navn
- Stor Frøfinke (Oryzoborus maximiliani)
- Sumpklerkefinke (Sporophila palustris)

### Andre spurvefugle
- Sangihesolfugl (Aethopyga duyvenbodei)
- Amanisolfugl (Anthreptes pallidigaster)
- Sokokepiber (Anthus sokokensis)
- Gråkindet topbulbul (Alophoixus bres)
- Vanuatutræstær (Aplonis santovestris)
- Vestlig kratfugl (Atrichornis clamosus)
- Østlig kratfugl (Atrichornis rufescens)
- Hvidbrynet rørsmutte (Bradypterus graueri)
- Ituribulbul (Chlorocichla prigoginei)
- Blåvinget bladfugl (Chloropsis cochinchinensis)
- Sumatrabladfugl (Chloropsis media)
- Smaragdbladfugl (Chloropsis sonnerati)
- Brun Klarinetfugl (Cichlopsis leucogenys)
- Bogotágræssmutte (Cistothorus apolinari)
- Østlig børstesanger (Dasyornis brachypterus)
- Vestlig børstesanger (Dasyornis longirostris)
- Comorodrongo (Dicrurus fuscipennis)
- Dicrurus menagei  intet dansk navn
- Brunbuget værling (Emberiza jankowskii)
- Zapatasmutte (Ferminia cerverai)
- Cundimarcamyrepitta (Grallaria kaestneri)
- Jocotocomyrepitta (Grallaria ridgelyi)
- Okkerpandet myrepitta (Grallaricula ochraceifrons)
- Brunrygget drossel (Geokichla interpres)
- Samoahonningæder (Gymnomyza samoensis)
- Sortkindet Habia (Habia atrimaxillaris)
- Santa Catarina-todityran (Hemitriccus kaempferi)
- Usambarahyliota (Hyliota usambara)
- Skiferhovedet bulbul (Ixos siquijorensis)
- Kenyasporepiber (Macronyx sharpei)
- Angolalangnæb (Macrosphenus pulitzeri)
- Brunstrubet brillefugl (Madanga ruficollis)
- Sortøret bjældefugl (Manorina melanotis)
- Floreanaspottedrossel (Mimus trifasciatus)
- Gulhovedet mohoua (Mohoua ochrocephala)
- Amber-stendrossel (Monticola erythronotus)
- Ulugurusolfugl (Nectarinia loveridgei)
- Sølvpirol (Oriolus mellianus)
- Risfugl (Padda oryzivora)
- Tasmansk panterfugl (Pardalotus quadragintus)
- Chathamsangfluesnapper (Petroica traversi)
- Bamendalapøje (Platysteira laticincta)
- Galapagossvale (Progne modesta)
- Pycnonotus snouckaerti  intet dansk navn (på engelsk: Aceh Bulbul)
- Martiniquerøddrossel (Ramphocinclus brachyurus)
- Vietnamjordtimalie (Rimator pasquieri)
- Kabylerspætmejse (Sitta ledanti)
- Kæmpespætmejse (Sitta magna)
- Burmaspætmejse (Sitta victoriae)
- Mallee-emusmutte (Stipiturus mallee)
- Bahamasvale (Tachycineta cyaneoviridis)
- Langbenet sanger (Trichocichla rufa)
- Hvidvingekotinga (Xipholena atropurpurea)
- Plettet drossel (Zoothera guttata)

## Natravnfugle(Caprimulgiformes)
Der er 23 arter i denne orden der regnes for truet.

### Kolibrier(Trochilidae)
- Venezuelasylfide (Aglaiocercus berlepschi)
- Mangroveamazilie (Amazilia boucardi)
- Coeligena consita  intet dansk navn (på engelsk: Perija starfrontlet)
- Gyldengrøn inka (Coeligena orina)
- Pragtkvastben (Eriocnemis mirabilis)
- Pichinchakvastben (Eriocnemis nigrivestis)
- Blåkronet kolibri (Eupherusa cyanophrys)
- Krognæbskolibri (Glaucis dohrnii)
- Kongesolalf (Heliangelus regalis)
- Pariasakshale (Hylonympha macrocerca)
- Pragtspatelhale (Loddigesia mirabilis)
- Violetstrubet metalhale (Metallura baroni)
- Perijámetalhale (Metallura iracunda)
- Sortrygget tornnæbskolibri (Ramphomicron dorsale)
- Glødstrubet dværgkolibri (Selasphorus ardens)
- Gråbuget kometkolibri (Taphrolesbia griseiventris)
- Langhalet Skovnymfe (Thalurania watertonii)

### Natravne(Caprimulgidae)
- Puerto Rico-natravn (Antrostomus noctitherus)
- Malengenatravn (Caprimulgus prigoginei)

### Egentlige sejlereApodidae()
- Guamsalangan (Aerodramus bartschi)

## Spættefugle(Piciformes)
- Gulbrynet tukanet (Aulacorhynchus huallagae)
- Chrysocolaptes erythrocephalus intet dansk navn (på engelsk: Red-headed flameback)
- Chrysocolaptes xanthocephalus intet dansk navn (på engelsk: Yellow-faced flameback)
- Malacoptila minor  intet dansk navn
- Tigerspætte (Meiglyptes tristis)
- Pletbrystet dværgspætte (Picumnus steindachneri)
- Várzeadværgspætte (Picumnus varzeae)
- Rødhalset arasari (Pteroglossus bitorquatus)

## Andre fuglearter
- Blåbåndet skovisfugl (Actenoides bougainvillei)
- Actenoides excelsus  intet dansk navn (på engelsk: Guadalcanal moustached kingfisher)
- Hispaniolagøg (Coccyzus rufigularis)
- Slagfalk (Falco cherrug)
- Mauritius-tårnfalk (Falco punctatus)
- Junínlappedykker (Podiceps taczanowskii)
- Båndet jordgøg (Neomorphus radiolosus)
- Sorthalset trappe (Neotis ludwigii)
- Kagu (Rhynochetos jubatus)
- Titicacalappedykker (Rollandia microptera)
- Sekretærfugl (Sagittarius serpentarius)
- Florikan (Sypheotides indicus)
- Madagaskarlappedykker (Tachybaptus pelzelnii)
- Dværgtinamu (Taoniscus nanus)
- Camerounturako (Tauraco bannermani)